# Fiódor Kuznetsov
Fiódor Isídorovich Kuznetsov (en ruso: Фёдор Иси́дорович Кузнецо́в; Balbechino, Imperio ruso, 29 de septiembre de 1898 – 22 de marzo de 1961, Moscú, Unión Soviética) fue un militar soviético que participó en la Segunda Guerra Mundial, alcanzando el rango de coronel general (22 de febrero de 1941).

## Biografía
Fiódor Kuznetsov nació el 29 de septiembre de 1898 en el pequeño pueblo bielorruso de Balbechino, de la Gobernación de Maguilov, en el seno de una familia campesina. Kuznetsov luchó con el Ejército Imperial Ruso durante la Primera Guerra Mundial y luego con el Ejército Rojo. Se graduó luego en la Academia Militar de Frunze (1926), a la cual luego perteneció entre 1935 y 1938. Miembro del PCUS desde 1938, tras ocupar un destino en el Distrito Especial de Bielorrusia, participó en la guerra ruso-finlandesa. Después, en agosto de 1940, se le dio el mando del Distrito del Cáucaso Norte.
Al inicio de la Operación Barbarroja estaba al frente del Distrito Militar Especial del Báltico, donde se creó el Frente del Noroeste, encargado de la defensa de las repúblicas bálticas. Si bien era un teórico bien considerado, carecía de experiencia de combate. No consiguió contener el avance alemán, y tras fracasar en crear una línea defensiva en el río Dviná Occidental, fue sustituido el 30 de junio de 1941 por el teniente general Piotr Sobénnikov.
Tras unos días al frente del 21.º Ejército y del Frente Centro (sector de Gómel), en donde sus unidades fueron derrotadas por el Segundo Grupo Panzer de Guderian, en agosto de 1941 se le dio el mando del 51.º Ejército en Crimea, siendo sustituido en noviembre del mismo año por el general Pável Bátov.
Durante la guerra también se le comisionó a los siguientes destinos: Jefe de Estado Mayor de 28.º Ejército, segundo jefe del Frente del Oeste, Jefe del 61.º Ejército (puesto del que fue destituido por su adicción al alcohol), Jefe de la Academia de Estado Mayor (de marzo de 1942 a junio de 1943), Subcomandante del Frente del Vóljov (1943) y del Frente de Carelia (1944), Jefe del Distrito Militar de los Urales (desde 1945 a 1948).
Se retiró del ejército por enfermedad en 1948.